# Machado (Minas Gerais)
Machado is een gemeente in de Braziliaanse deelstaat Minas Gerais. De gemeente telt 39.509 inwoners (schatting 2009).

## Aangrenzende gemeenten
De gemeente grenst aan Alfenas, Campestre, Carvalhópolis, Cordislândia, Poço Fundo, Serrania, Turvolândia en Varginha.

## Geboren
- Marco Alves, "Marquinho" (1982), voetballer